# Надсанье

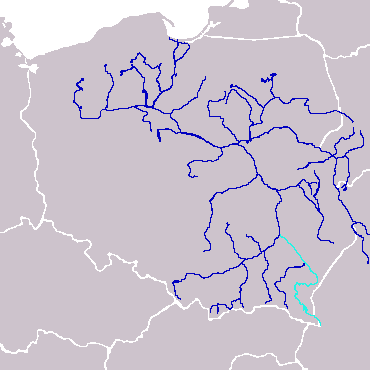
Сан на карте Европы

Надса́нье (укр. Надсяння, пол. Nadsanie) — историческая область в верховьях реки Сан на западе Львовской области и в районе польского Пшемысля и Бирчи.
Предки украинцев проживали в верховьях реки Сан со времён Древней Руси и образовывали Перемышльское княжество. Со временем эта территория вошла в состав Великого княжества Литовского, а потом Речи Посполитой. В 1772 году в результате первого раздела Речи Посполитой Надсанье оказалось в составе Австрийской монархии, а с 1921 года вновь было присоединена к Польской республике. В 1939 году часть Надсанья — Яворовщина — включена в УССР. Перемышльское Надсанье осталось в составе Польской народной республики.
В 1945—1946 годах большинство украинцев польского Надсанья было переселено в УССР. Потом, в 1947 году вследствие операции «Висла» польское правительство принудительно переселило оставшееся украинское население из Надсанья и других земель на север и северо-запад Польши. Украинские семьи раздельно поселили в разрушенные германские земли Ольштинского, Гданського, Кошалинского, Щецинского воеводств. Некоторые украинцы в 1957—1958 годах смогли вернуться обратно.
Характерен надсанский говор, который принадлежит к юго-западному наречию украинского языка.